# فرودگاه شهری دالتن
فرودگاه شهری دالتن (به انگلیسی: Dalton Municipal Airport) یک فرودگاه همگانی ۲۴۰۰۰ با کد یاتا DNN است . این فرودگاه در کشور ایالات متحده آمریکا قرار دارد و در ارتفاع ۲۱۶ متری از سطح دریا واقع شده‌است.